# Kelly Piquet
Kelly Tamsma Piquet Souto Maior,, née le 7 décembre 1988 à Homburg en Allemagne, est une mannequin, chroniqueuse, blogueuse et professionnelle des relations publiques brésilienne.

## Jeunesse et carrière
Kelly Piquet est la fille de Nelson Piquet, pilote automobile brésilien et triple champion du monde de Formule 1, et de Sylvia Tamsma, mannequin néerlandaise. Elle est la sœur des pilotes Geraldo, Nelsinho et Pedro Piquet. Elle a passé la majeure partie de son enfance dans le sud de la France. À l'âge de 12 ans, elle s'installe au Brésil où elle vit jusqu'à l'âge de 15 ans, puis elle retourne en France. Elle y vit pendant une année avant de déménager en Angleterre pour étudier dans un pensionnat. À 17 ans, elle retourne au Brésil afin de suivre sa dernière année de lycée. Kelly Piquet fréquente ensuite le Marymount Manhattan College à New York, se spécialisant en relations internationales avec un accent sur les sciences politiques et l'économie. Elle fait alors un stage dans la mode et décide de continuer à travailler dans ce domaine. Elle travaille alors chez Vogue Latinoamerica, Bergdorf Goodman, une agence de relations publiques KCD, en plus d'être chroniqueuse pour le magazine Marie Claire,.
En tant que mannequin, Kelly Piquet pose pour PatBO et Lucas Boccalão, et participe à des défilés de mode,.
En avril 2015, elle devient responsable de la couverture des réseaux sociaux de la Formule E,.
Kelly Piquet parle couramment l'anglais, le français et le portugais.

## Vie privée
En 2003, Kelly Piquet a une brève relation avec le pilote brésilien Alexandre "Xandrinho" Negrão ,.
En janvier 2017, elle commence une relation avec le pilote russe de Formule 1 Daniil Kvyat. Leur fille, Pénélope, naît à Monaco le 27 juillet 2019. En décembre de la même année, leur relation prend fin. 
En janvier 2021, elle annonce publiquement être en couple avec le pilote de Formule 1 Max Verstappen. Le 2 mai 2025,  le couple annonce la naissance de leur petite fille Lily.